# Jacobs I (architecture)
Pour les articles homonymes, voir Jacobs.
Jacobs I ou Jacobs House I ou usonia I ou Herbert and Katherine Jacobs First House (première maison Jacobs de Herbert et Katherine, en anglais) est une villa de style moderne-usonia-organique-Prairie School, construite en 1937 par l'architecte américain Frank Lloyd Wright, à Madison dans le Wisconsin aux États-Unis. Considérée par beaucoup comme étant la première maison de style « usonia » de l'histoire de l'architecture,, elle est inscrite au Registre national des lieux historiques depuis 1979, National Historic Landmark depuis 2003, et inscrite au patrimoine mondial de l'UNESCO en 2019 avec 8 œuvres architecturales du XXe siècle de Frank Lloyd Wright.

## Histoire
Le journaliste madisonnien Herbert Jacobs (en), ami de Wright, payé 20 dollars par semaine en 1936, lance le défi au célèbre architecte américain de lui concevoir et construire une maison pour cinq mille dollars (
soit 88 924 $ en 2025 ), à Madison, à 50 km à l'est de son cabinet d'architecte d'été Taliesin East de Spring Green. 

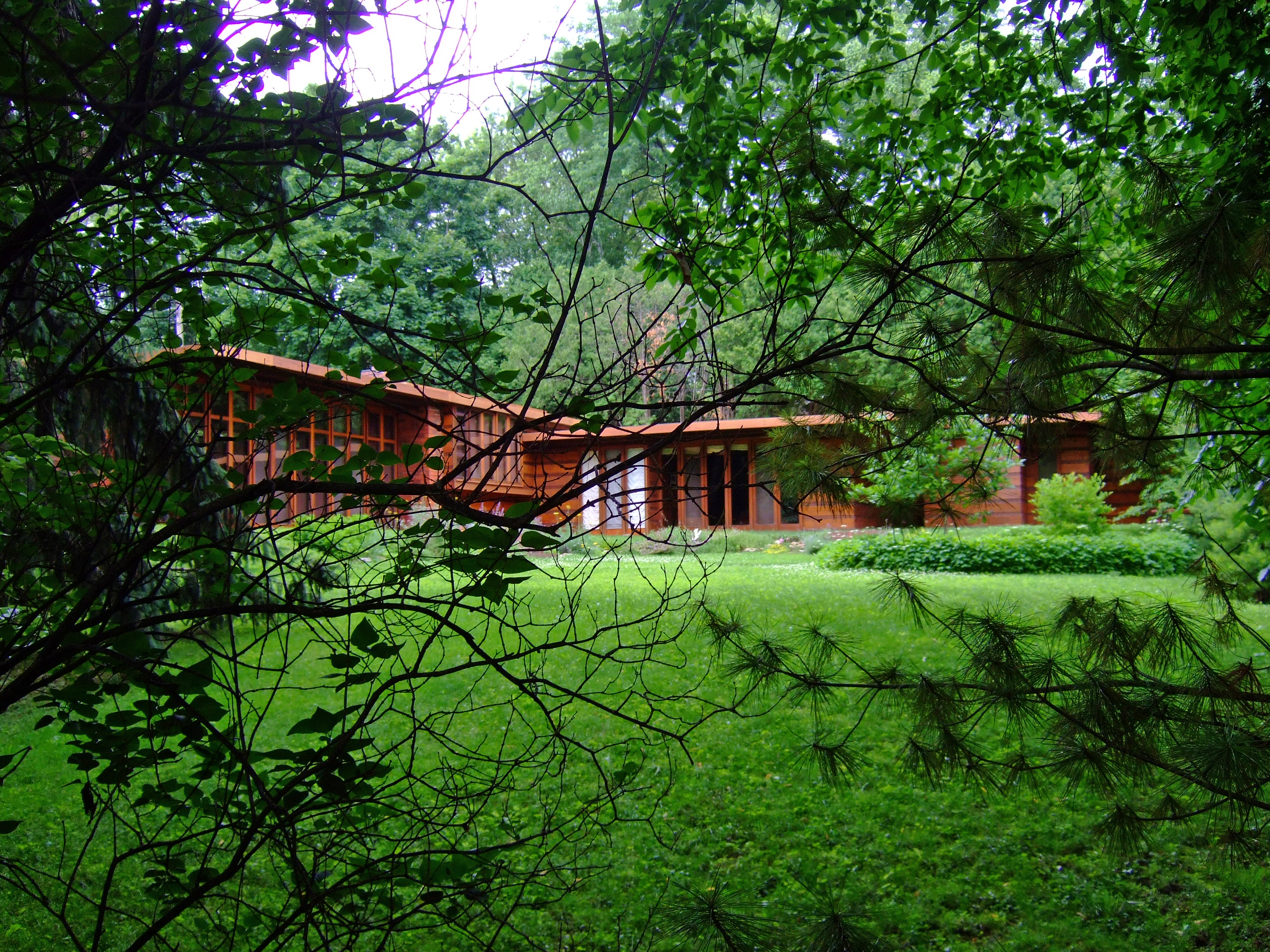
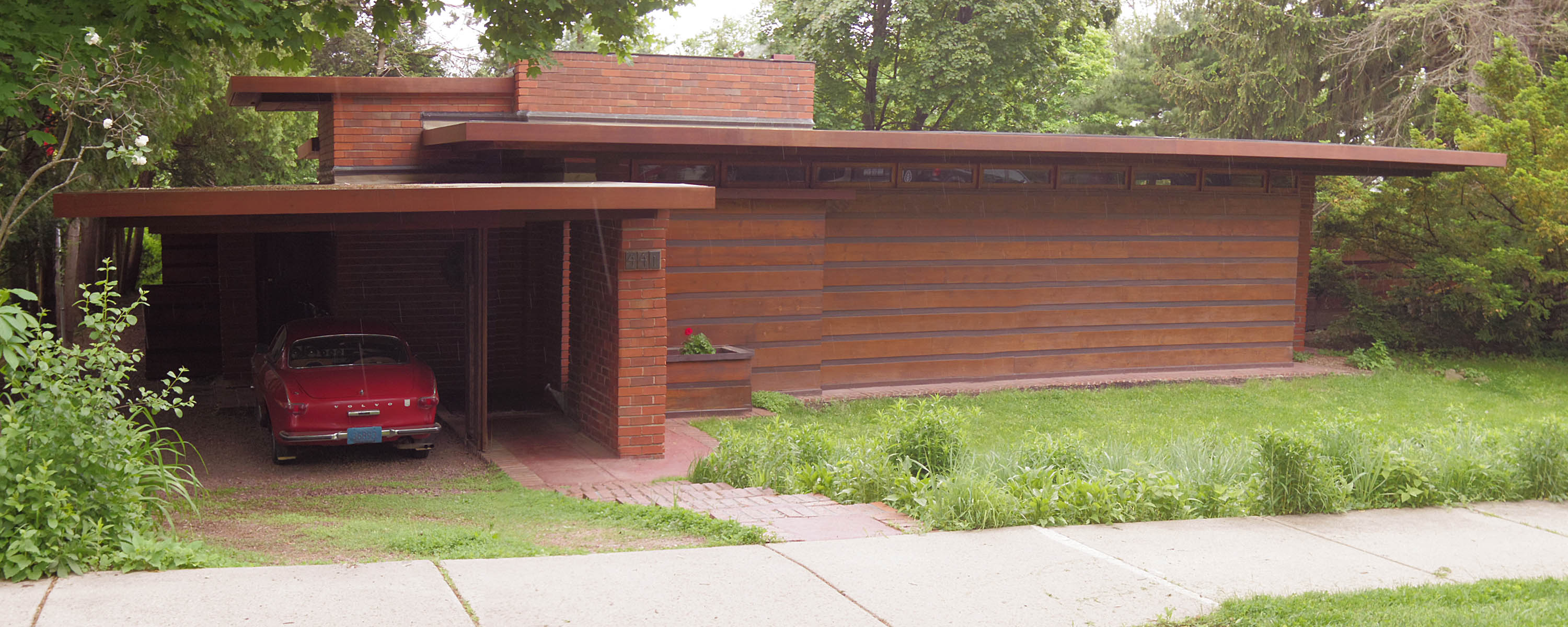

Wright relève alors ce défi en réalisant une structure en L de 145 m², avec des espaces à ciel ouvert et deux chambres, sur un terrain arboré de 1 390 m², d'un quartier résidentiel du sud-ouest de Madison, inspiré de sa célèbre Maison sur la cascade de 1935 et de son projet de cité idéale Broadacre City des années 1930,. 

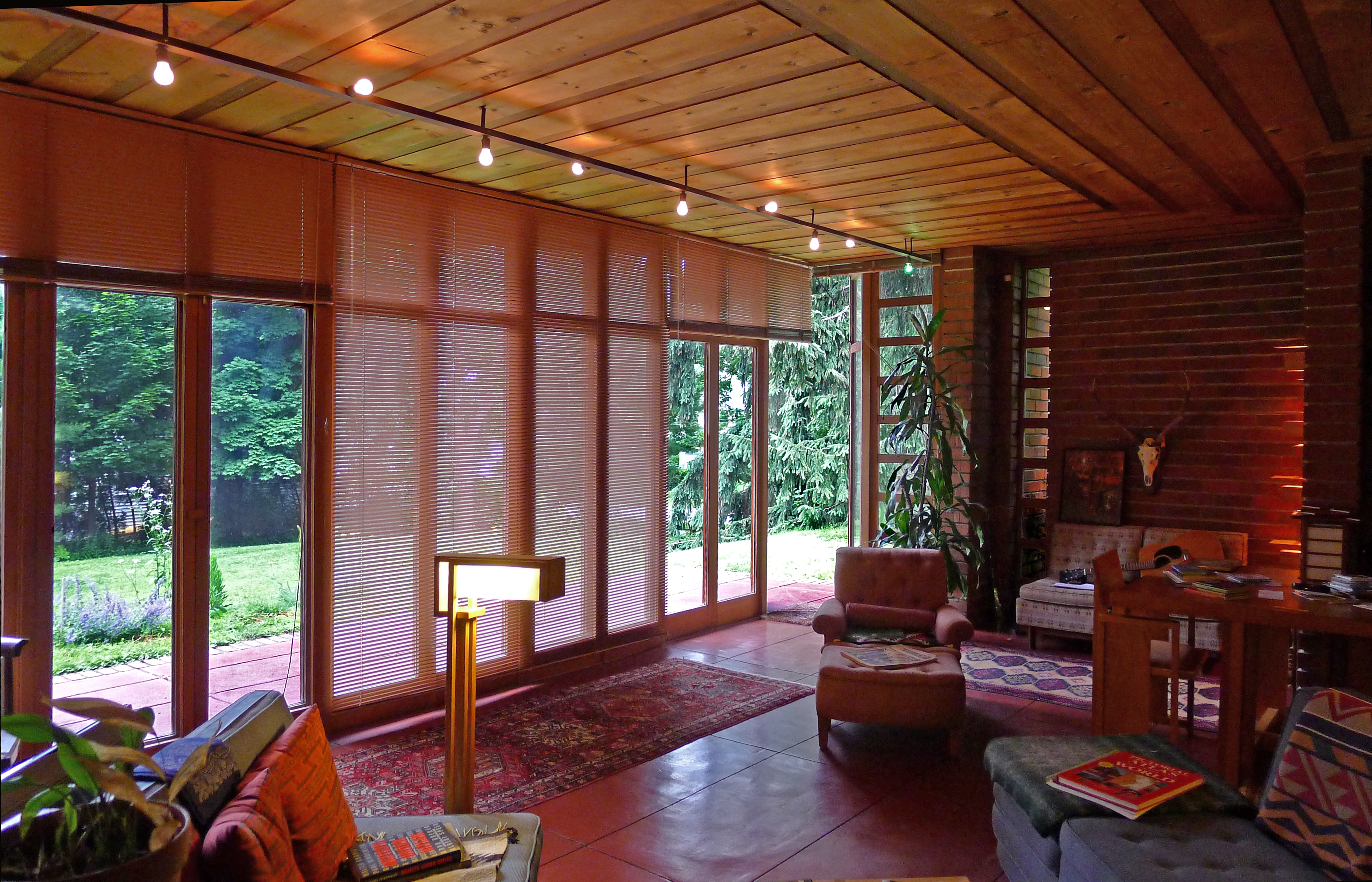
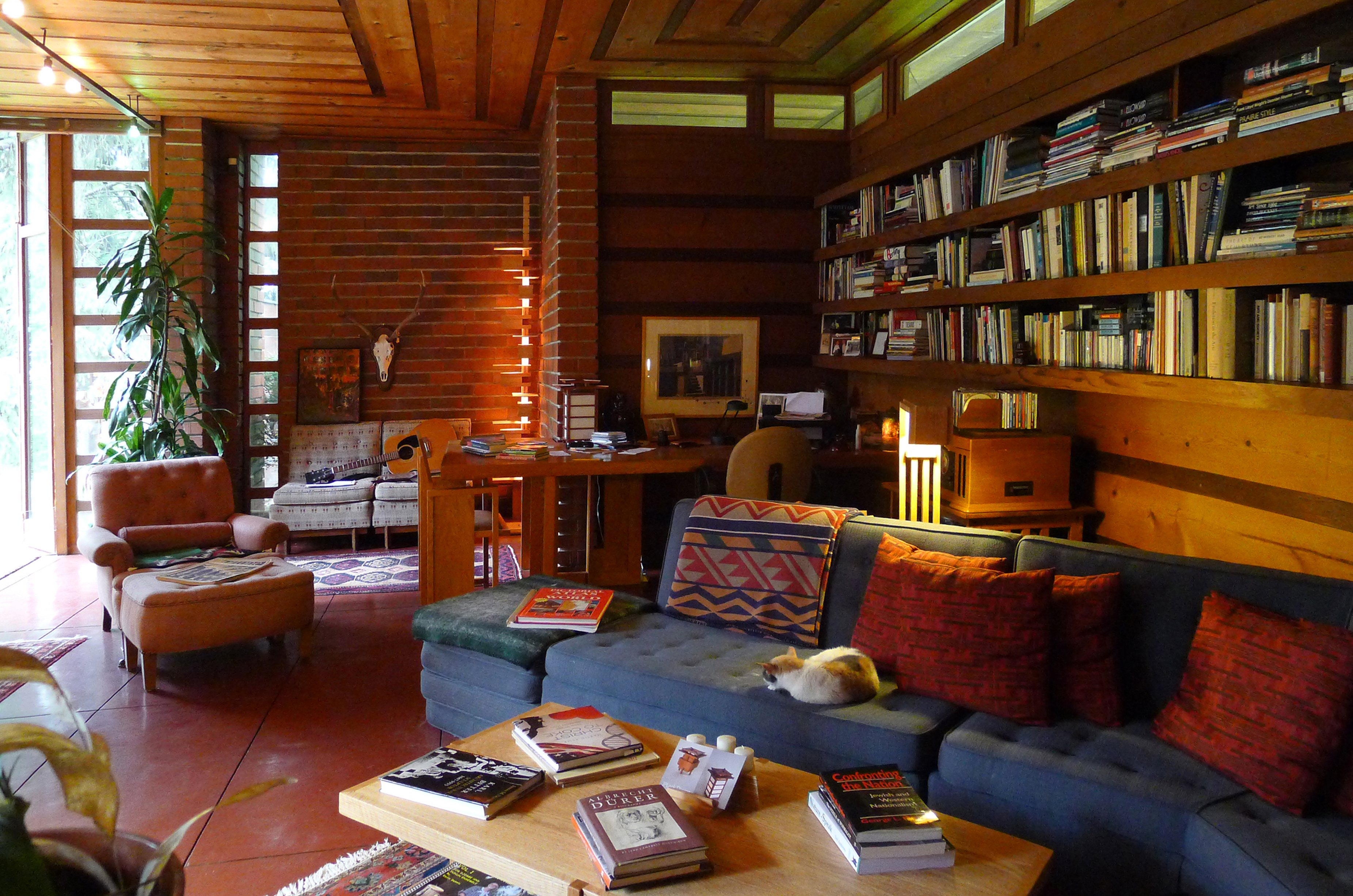

Pour économiser sur le prix des travaux, Wright utilise des baies vitrées, des briques, des panneaux sandwich en bois contreplaqué de sa conception, et un toit-terrasse. Elle est équipée d'un plancher chauffant, avec de nombreux meubles intégrés inspirés de ceux de Taliesin East. Une rumeur affirme que des briques détournées de son chantier du siège de la Johnson Wax de Racine (Wisconsin) ont permis de maintenir le coût final à 5500 dollars. 
La famille Jacobs intègre la maison juste après sa construction, mais ressent rapidement le besoin de s'agrandir. Herbert Jacobs commande alors à Wright une seconde maison, Jacobs II (en), à 10 km à l'ouest, pour s'y installer avec sa famille en 1948.
Cette maison rencontre un tel succès public dans la presse, que les Jacobs organisent alors des visites payantes, qui ont payé les frais de conception de Wright. Fort de ce succès, Wright a conçu et construit plus d'une centaine de maisons usonia de ce style aux États-Unis, jusqu'à sa disparition en 1959, dont villa Hanna-Honeycomb (1937), Bernard Schwartz House (1939), Rosenbaum House (1939), Herbert Johnson House (1939), Pope-Leighey House (1940), Charles Manson House (1941), Jacobs II (en) (1946), Villa Weltzheimer-Johnson (1949), Villa Melvyn Maxwell et Sara Stein Smith (1950), Alvin Miller House (1951), Laurent House (1951), Zimmerman House (1951)... 
Durant les décennies qui ont suivi, la maison change plusieurs fois de propriétaires, qui entreprennent des modifications et des travaux de restauration. Un important projet de restauration de plusieurs années est lancé en 1983, pour restaurer le bâtiment dans son état apparent d'origine de 1937, avec des matériaux de construction modernes. L'actuel propriétaire met la maison à disposition pour des locations touristiques mensuelles et l'ouvre à la visites dans le cadre du Frank Lloyd Wright Wisconsin Heritage Tourism Program, Inc.